# Anolis parvicirculatus
Anolis parvicirculatus – gatunek jaszczurki z rodziny Anolidae i kladu Iguania. Endemit Meksyku.

## Systematyka
Gatunek zaliczany jest do rodzaju Anolis. Zaliczany bywał też do Norops, obecnie uznawanego za młodszy synonim Anolis. Rodzaj Anolis umieszcza się obecnie w monotypowej rodzinie Anolidae. W przeszłości zaliczano go jednak do rodziny legwanowatych (Iguanidae).

## Rozmieszczenie geograficzne
Gad ten występuje wyłącznie w zachodniej części stanu Chiapas w południowo-wschodnim Meksyku. Zamieszkuje tereny położone na wysokości od 500 do 1200 m n.p.m.

## Siedlisko
Bytuje w lasach sosnowo-dębowych oraz tropikalnych lasach suchych. Donosi się też o obecności zwierzęcia na plantacjach.

## Zagrożenia i ochrona
W Czerwonej księdze gatunków zagrożonych IUCN Anolis parvicirculatus jest klasyfikowany jako gatunek najmniejszej troski (LC, ang. Least Concern).
Przedstawicieli tego gatunku spotyka się rzadko.
Nie ma poważniejszych zagrożeń dla tego zwierzęcia. Występuje w Laguna Belgica State Park.